# Tipula deserrata
Tipula deserrata är en tvåvingeart som beskrevs av Alexander 1934. Tipula deserrata ingår i släktet Tipula och familjen storharkrankar. Inga underarter finns listade i Catalogue of Life.